# Quintela de Leirado
Quintela de Leirado – gmina w Hiszpanii, w prowincji Ourense, w Galicji, o powierzchni 31,26 km². W 2011 roku gmina liczyła 716 mieszkańców.